# エスタディオ・ナシオナル・デ・コスタリカ
エスタディオ・ナシオナル・デ・コスタリカは2011年に完成したコスタリカの首都サンホセにある国営スタジアム。

## 概要
1924年に建設された旧スタジアムを取り壊し建て替えたもので、35000人収容。コンサートとしての開催はシャキーラやパール・ジャムらが行った。2014年にはFIFA U-17女子ワールドカップの決勝戦などが行われた。